# Ernst Leberecht Semper

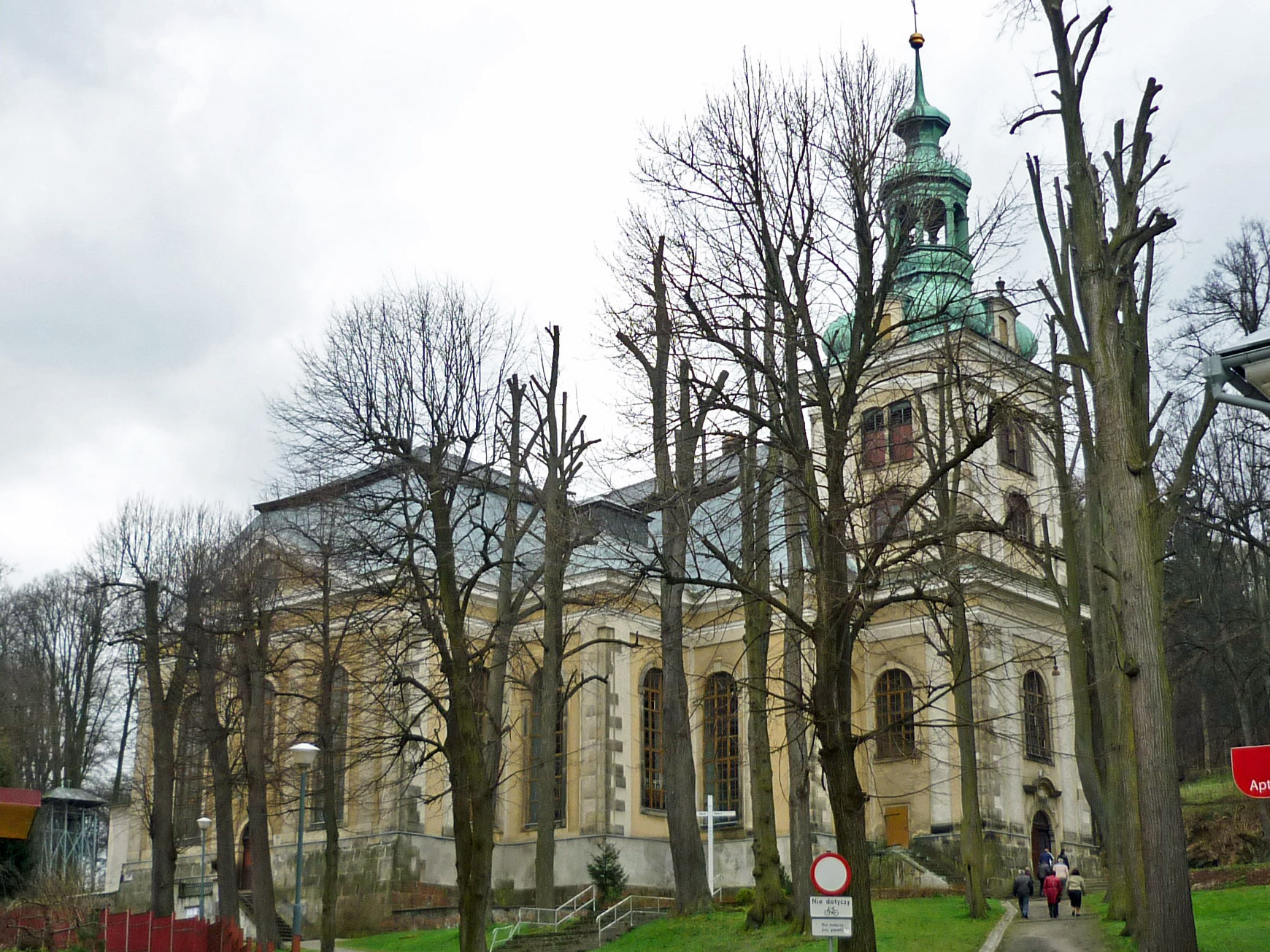
An der evangelischen Gnadenkirche „Zur Heiligen Dreifaltigkeit“ in Landeshut war Semper Diakon

Ernst Leberecht Semper (* 1. Juni 1722 in Heidewilxen, heute polnisch: Wilczyn; † 8. März 1758 Landeshut in Schlesien) war ein deutscher lutherischer Geistlicher und Liederdichter.
Der Vater von Ernst Leberecht Semper war Prediger in Heidewilxen im Fürstentum Oels. Nach dem Besuch des Gymnasiums in Breslau studierte Semper von 1741 bis 1744 in Jena Theologie. Danach wurde er Pastor in Obernigk und 1749 zweiter Diakon in Landeshut in Schlesien. Wenige Wochen nachdem er zum Archidiakon ernannt worden war, starb Semper im Alter von 36 Jahren.
Semper war befreundet mit Christian Samuel Ulber, der 1763 Gedichte von Semper überarbeitete und vermischt mit eigenen Gedichten unter dem Titel Die Gott bittenden und lobenden Stimmen der Andacht in Hamburg herausgab.

## Werke
- Gedichte. Hrsg. von Johann Gottlieb Jachmann, Korn, Breslau und Leipzig 1761 (Digitalisat)